# 瑟莫波利斯 (怀俄明州)
瑟莫波利斯（英語：Thermopolis）是美国怀俄明州的城鎮，也是溫泉郡的郡治所在地。该鎮的人口在2020年为2,725人，2010年有3,009人。「Thermopolis」源自希腊语，即「熱城」。其地名係因境內擁有眾多天然溫泉而得名。